# Pascal Thibaud
Pour les articles homonymes, voir Thibaud.
Pascal Thibaud, né le 9 mars 1963 à La Roche-sur-Yon, est un joueur de Pro B, puis entraîneur professionnel français de basket-ball, qui évoluait au poste d'aillier.
Il a grandi et vécu à Brest pendant une vingtaine d’années, où il commence le basket, avant de jouer pour le CO Briochin, puis à l’Avenir de Rennes, et à Valence Condom Gers Basket.

## Carrière

### Joueur
- 1985-1986 :  Étendard de Brest (Nationale 2, équivalent Pro B)
- 1986-1987 :  CO Briochin (Nationale 2, équivalent Pro B)
- 1987-1988 :  Avenir de Rennes (Nationale 2, équivalent Pro B)
- 1988-1989 :  Avenir de Rennes (Nationale 2, équivalent Pro B)
- 1989-1990 :  Avenir de Rennes (Nationale 2, équivalent Pro B)  [2]
- 1990-1991 :  Valence Condom Gers Basket (Nationale 2)

### Entraîneur
- 1993 - 1994 :  USO Athis-Mons (Nationale 2)
- fin 1994 - 1995 :  Élan Sportif Chalonnais (Pro B)
- 1995 - 1999 :   Élan Sportif Chalonnais (Pro B et Pro A) - assistant
- 1999 - 2000 :  Hagetmau DC (Nationale 1)
- 2000 - 2002 :  CA Saint-Étienne (Nationale 1 et Pro B)
- 2002 - début 2004 :  Besançon (Pro B et Pro A)
- 2004 - 2007 :  ALM Évreux (Pro B)
- 2007 - 2011 :  Stade Clermontois (Pro B) - assistant.
- 2011 - 2024 :  Union Rennes Basket 35 (Nationale 2 et Nationale 1)
- 2024 - 2025 :  CEP Lorient (Nationale 1)